# Victoria Justice

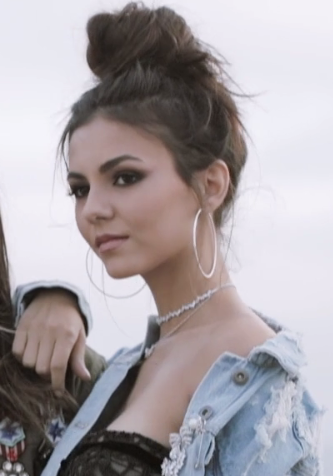
Victoria Justice (2018)

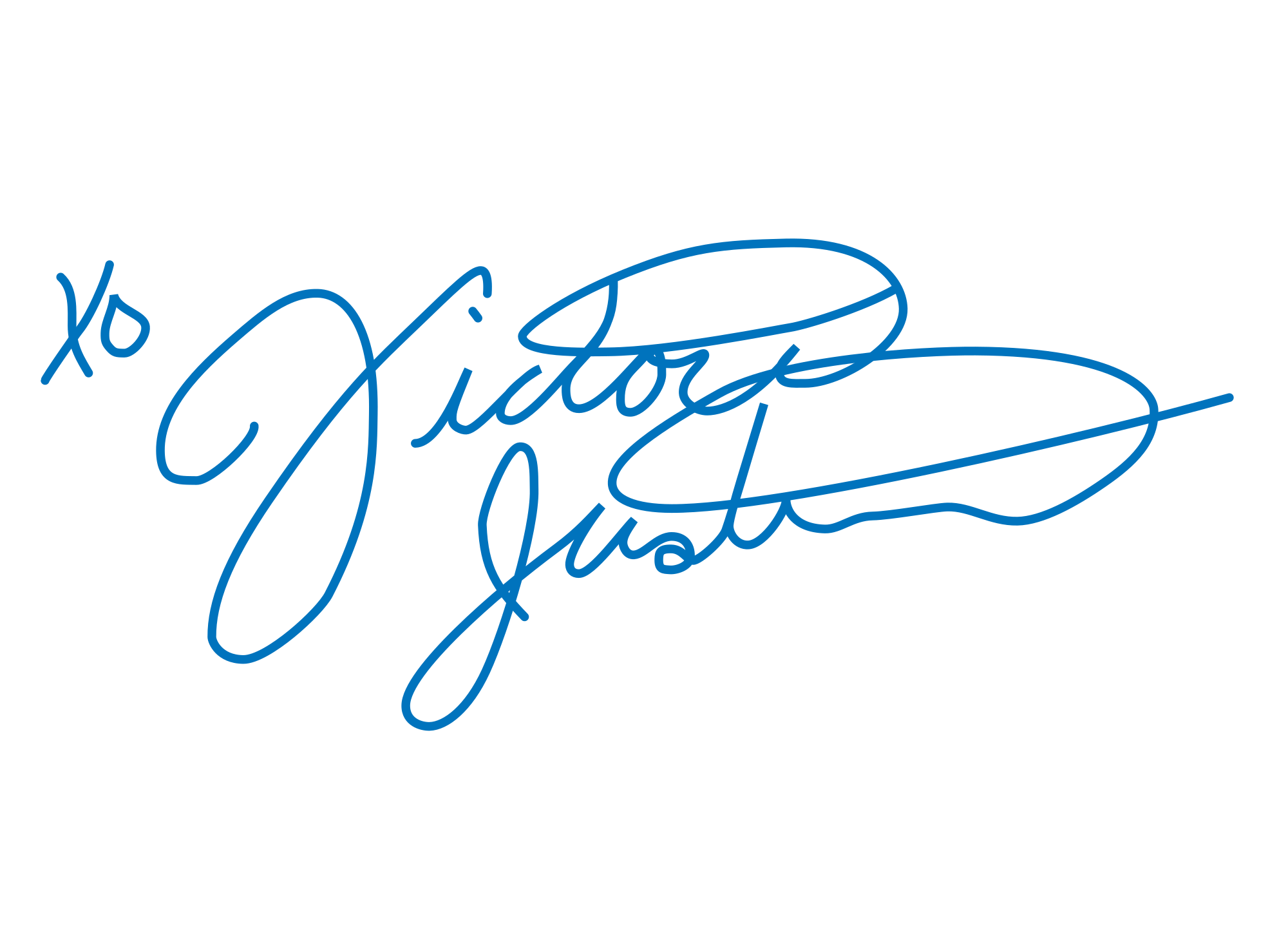
Unterschrift von Victoria Justice

Victoria Dawn Justice (* 19. Februar 1993 in Hollywood, Florida) ist eine US-amerikanische Schauspielerin, Songwriterin, Sängerin und Model. Internationale Bekanntheit erlangte sie durch ihre Hauptrollen als Lola Martinez in Zoey 101 und als Tori Vega in Victorious.

## Leben
Victoria Justice wurde in Hollywood, Florida, geboren. Ihre Mutter ist puerto-ricanischer und ihr Vater irischer, deutscher, englischer und französischer Abstammung. Sie besuchte die Grover Cleveland High School in Reseda in Kalifornien. Sie hat eine drei Jahre jüngere Schwester namens Madison Reed.

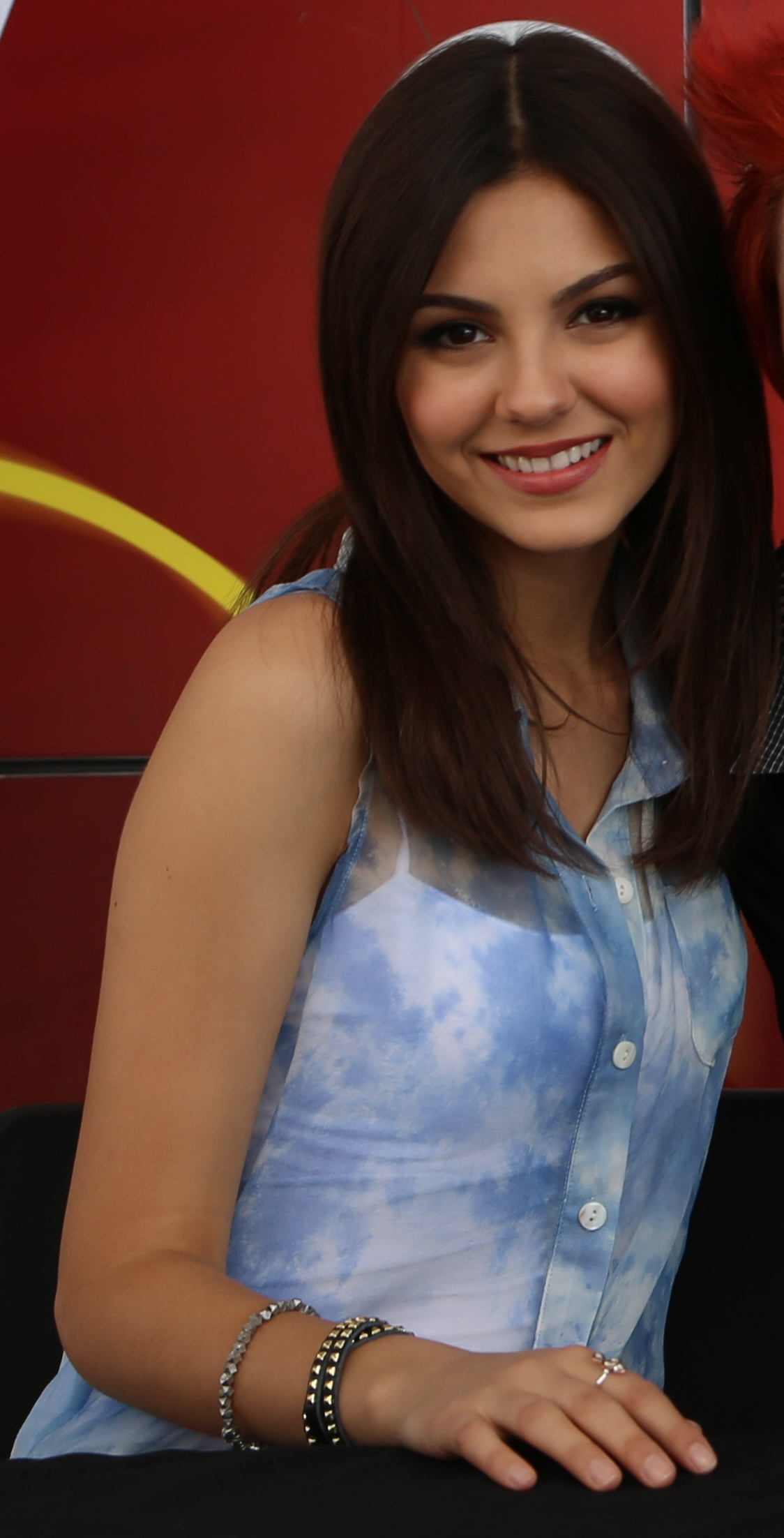
Victoria Justice (2012)

Von 2011 bis 2013 führte Justice eine Beziehung mit dem Schauspieler Ryan Rottman, den sie bei den Dreharbeiten zu Victorious kennenlernte. Bei den Dreharbeiten zu Naomi & Ely – Die Liebe, die Freundschaft und alles dazwischen im November 2013 lernte sie Pierson Fode kennen. Die beiden waren von November 2013 bis Mitte 2015 liiert.
Sie lebt in Hollywood, Kalifornien.

## Karriere
2003 gab Justice ihr Fernsehdebüt bei einem Gastauftritt in Gilmore Girls. 2005 folgten weitere Gastrollen in Mary, When Do We Eat?, Silver Bells und Hotel Zack & Cody. Zudem bekam sie im selben Jahr eine Hauptrolle in der Fernsehserie Zoey 101, wo sie an der Seite von Jamie Lynn Spears bis zur Einstellung der Serie im Jahr 2008 die Rolle der Lola Martinez spielte. Diese Rolle machte sie international bekannt.
Nach dem Ende von Zoey 101 war Justice Ende 2009 in dem Film The Kings of Appletown an der Seite von Dylan und Cole Sprouse zu sehen. 2009 erhielt sie die Rolle der intriganten Tammi Dyson in dem Nickelodeon Original Movie Spectacular!. Für diesen Film nahm sie drei Songs auf. Außerdem spielte sie in einem Musikvideo der Gruppe Menudo mit. 2009 war sie in dem iCarly-Film iCarly: Vier Fäuste für iCarly in der Rolle der Shelby Marx zu sehen. Es folgten Gastauftritte bei True Jackson und Troop – Die Monsterjäger.
Ihren internationalen Durchbruch schaffte Justice 2010 mit der Hauptrolle der Tori Vega in der Dan-Schneider-Serie Victorious. Außerdem war sie in dem Nickelodeon Original Movie Werwolf wider Willen als Jordan Sands zu sehen. 2011 trat sie noch einmal bei iCarly auf, diesmal im Crossover iCarly: Party mit Victorious. Im Jahr 2011 erhielt sie eine Rolle in der Teenagerromanze The First Time – Dein erstes Mal vergisst du nie!. Im Oktober 2012 wurde der Film Fun Size – Süßes oder Saures mit Justice in der Hauptrolle veröffentlicht.
Im Oktober 2012 gab sie die Veröffentlichung ihres Debütalbums für das folgende Jahr bekannt. Ihre erste Single Gold erschien am 18. Juni 2013 in den USA und am 12. Juli 2013 in Deutschland. Im Sommer 2013 ging sie gemeinsam mit der Band Big Time Rush auf US-Tour und absolvierte daraufhin einen Gastauftritt in der vierten Staffel der gleichnamigen Fernsehserie.
Mitte September wurde Justice für die Hauptrolle der Lindy Sampson in der MTV-Fernsehserie Eye Candy besetzt, die von Januar bis März 2015 ausgestrahlt wurde. Im November 2013 stand sie in der Hauptrolle der Naomi für die Indie-Filmkomödie Naomi & Ely – Die Liebe, die Freundschaft und alles dazwischen, die 2015 ausgestrahlt wurde, vor der Kamera.
Im Januar 2016 erhielt Justice die Hauptrolle der Janet Weiss in dem Fox-Musical-Fernsehfilm The Rocky Horror Picture Show: Let’s Do the Time Warp Again. Der Film feierte am 20. Oktober 2016 seine Premiere. Im selben Jahr war sie zusammen mit John Cena der TV-Host für die Teen Choice Awards.
Am 14. April 2017 erschien der Film Cool Girls, in dem Justice die Hauptrolle verkörpert. In Deutschland erschien der Film am 18. April 2018. Seitdem hatte sie Gastrollen in mehreren TV-Shows wie American Housewife und Queen America. Sie war außerdem der TV-Host für die 2020 Nickelodeon Kids’ Choice Awards, welche am 2. Mai auf dem US-amerikanischen Sender Nickelodeon ausgestrahlt wurden. In Deutschland fand die Ausstrahlung der Verleihung am 17. Mai auf Nickelodeon statt.
Am 8. Dezember 2020 gab sie bekannt, dass sie eine musikalische Rückkehr machen wird. Ihre Single Treat Myself erschien am 11. Dezember und das dazugehörige Musikvideo erschien am 16. Dezember 2020 auf YouTube. Ihre zweite Single Stay erschien am 12. Februar 2021 und das dazugehörige Musikvideo erschien am 26. Februar.
Der Trailer zu dem Film Trust, in dem sie die Rolle der Brooke verkörpert, erschien am 18. Februar 2021. Der Film erschien am 12. März im englischsprachigen Raum. Für den Soundtrack hat sie das Lied Everybody‘s Breaking Up aufgenommen. In Deutschland erschien der Film unter dem Titel Versuchung – Wie weit gehst du? am 11. März 2022 auf DVD und Blu-Ray.  
Am 28. Mai erschien das Lied Too Fuckin‘ Nice. Das dazugehörige Lyric Video wurde am 11. Juni 2021 veröffentlicht.
Im September 2021 erschien der Netflix-Film Gibt es ein Leben nach der Party? mit Justice in der Hauptrolle der Cassie. Für den Film nahm sie zusammen mit Spencer Sutherland das Lied Home auf.
Am 19. Mai 2022 erschien ihr nächster Netflix-Film A Perfect Pairing, in dem sie neben Adam Demos vor der Kamera steht. Der Film erreichte die Spitzenposition auf Netflix.
Justice gab am 12. Februar 2023 bekannt, dass sie das Lied Last Man Standing an ihrem 30. Geburtstag veröffentlichen wird. Den Titel des Songs hatte sie bereits einige Wochen zuvor in einer E-Mail ihres Newsletters bekanntgegeben. Die Veröffentlichung von Last Man Standing folgte am 19. Februar 2023.

## Filmografie

### Filme
- 2005: Mary (Kurzfilm)
- 2005: When Do We Eat?
- 2006: Die Reiter der Apokalypse (The Garden)
- 2006: Unknown
- 2008: The Kings of Appletown
- 2009: Spectacular! (Fernsehfilm)
- 2009: iCarly: Vier Fäuste für iCarly (iCarly: iFight Shelby Marx, Fernsehfilm)
- 2010: Werwolf wider Willen (The Boy Who Cried Werewolf, Fernsehfilm)
- 2011: iCarly: Party mit Victorious (iCarly: iParty with Victorious, Fernsehfilm)
- 2012: The First Time – Dein erstes Mal vergisst du nie! (The First Time)
- 2012: Fun Size – Süßes oder Saures (Fun Size)
- 2015: Naomi & Ely – Die Liebe, die Freundschaft und alles dazwischen (Naomi and Ely’s No Kiss List)
- 2016: The Rocky Horror Picture Show: Let’s Do the Time Warp Again (Fernsehfilm)
- 2017: Cool Girls (The Outcasts)
- 2018: Bigger
- 2019: Summer Night
- 2021: Versuchung – Wie weit gehst du? (Trust)
- 2021: Gibt es ein Leben nach der Party? (Afterlife of the Party)
- 2022: A Perfect Pairing
- 2023: The Tutor
- 2024: Depravity

### Serien
- 2003: Gilmore Girls (Folge 4x03)
- 2005: Hotel Zack & Cody (Folge 1x02)
- 2005–2008: Zoey 101 (Folgen 2x01–4x13)
- 2006: Everwood (Folge 4x18)
- 2009: The Naked Brothers Band (2 Folgen)
- 2009: True Jackson (True Jackson, VP, Folge 1x23)
- 2010: Troop – Die Monsterjäger (The Troop, Folge 1x17)
- 2010–2013: Victorious (Folgen 1x01–4x13)
- 2010, 2013: Die Pinguine aus Madagascar (2 Folgen, Stimme von Stacy)
- 2013: Big Time Rush (Folge 4x06)
- 2015: Eye Candy (Folgen 1x01–1x10)
- 2015: Undateable (Folgen 2x07 und 2x08)
- 2016: Cooper Barrett’s Guide to Surviving Life (2 Folgen)
- 2017: Man with a Plan (Folge 2x01)
- 2017: Robot Chicken (Folge 9x10, Stimme)
- 2018: Queen America (Folgen 1x01–1x02)
- 2018: American Housewife (Folge 3x08)
- 2020: The Real Bros of Simi Valley (Folge 3x06)
- 2020: 50 States of Fright (3 Folgen)
- 2025: Suits LA

## Diskografie
Soundtracks

| Jahr | Titel                                                                        | Höchstplatzierung, Gesamtwochen, AuszeichnungChartplatzierungen (Jahr, Titel, Platzierungen, Wochen, Auszeichnungen, Anmerkungen) | Höchstplatzierung, Gesamtwochen, AuszeichnungChartplatzierungen (Jahr, Titel, Platzierungen, Wochen, Auszeichnungen, Anmerkungen) | Höchstplatzierung, Gesamtwochen, AuszeichnungChartplatzierungen (Jahr, Titel, Platzierungen, Wochen, Auszeichnungen, Anmerkungen) | Höchstplatzierung, Gesamtwochen, AuszeichnungChartplatzierungen (Jahr, Titel, Platzierungen, Wochen, Auszeichnungen, Anmerkungen) | Anmerkungen                                                |
| Jahr | Titel                                                                        | DE | AT | CH | US | Anmerkungen                                                |
| ---- | ---------------------------------------------------------------------------- | --- | --- | --- | --- | ---------------------------------------------------------- |
| 2011 | Victorious: Music from the Hit TV Show Columbia Records (Sony)               | DE100 (1 Wo.)DE | AT35 (6 Wo.)AT | CH69 (2 Wo.)CH | US5 (24 Wo.)US | Erstveröffentlichung: 2. August 2011 Verkäufe: + 1.800.000 |
| 2012 | Victorious 2.0: More Music from the Hit TV Show Columbia Records (Sony)      | — | — | — | US18 (8 Wo.)US | Erstveröffentlichung: 5. Juni 2012 Verkäufe: + 70.000      |
| 2012 | Victorious 3.0: Even More Music from the Hit TV Show Columbia Records (Sony) | — | — | — | US159 (1 Wo.)US | Erstveröffentlichung: 6. November 2012 Verkäufe: + 3.000   |

## Auszeichnungen
- Nickelodeon Kids’ Choice Awards
  - Argentinien
    - 2012: in der Kategorie „International TV Show“ (Victorious)

  - Australien / Nickelodeon Slimefest
    - 2011: in der Kategorie „Hottest Girl Hottie“
    - 2013: in der Kategorie „Aussie’s Fave Nick Star“
    - 2013: in der Kategorie „Aussie’s Fave Hottie“

  - Mexico
    - 2013: in der Kategorie „Favorite International Show“ (Victorious)

  - Vereinigte Staaten
    - 2012: in der Kategorie „Favorite TV Show“ (Victorious)
    - 2013: in der Kategorie „Favorite TV Show“ (Victorious)

- Young Artist Awards
  - 2006: in der Kategorie „Best Young Ensemble Performance in a TV Series (Comedy or Drama)“ (Zoey 101)
  - 2007: in der Kategorie „Best Young Ensemble Performance in a TV Series (Comedy or Drama)“ (Zoey 101)

- BreakTudo Awards
  - 2018: in der Kategorie „International Instagrammer“